# Hajsyn
Hajsyn (Oekraïens: Гайсин) is een stad en gemeente in de Oekraïense oblast Vinnytsja met 23.027 inwoners (2024) in het het centrum van Oekraïne.

## Galerij

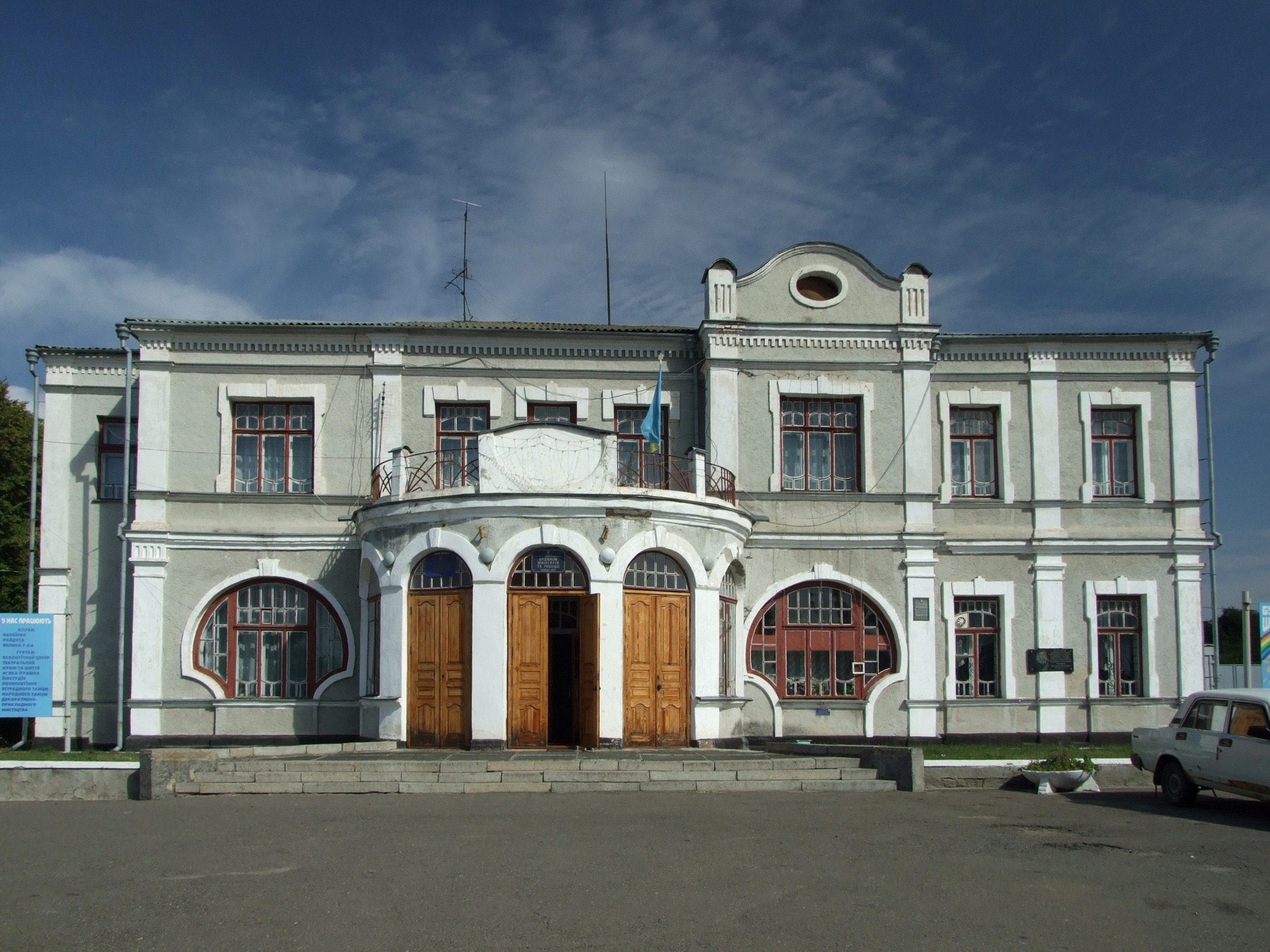
Herenhuis
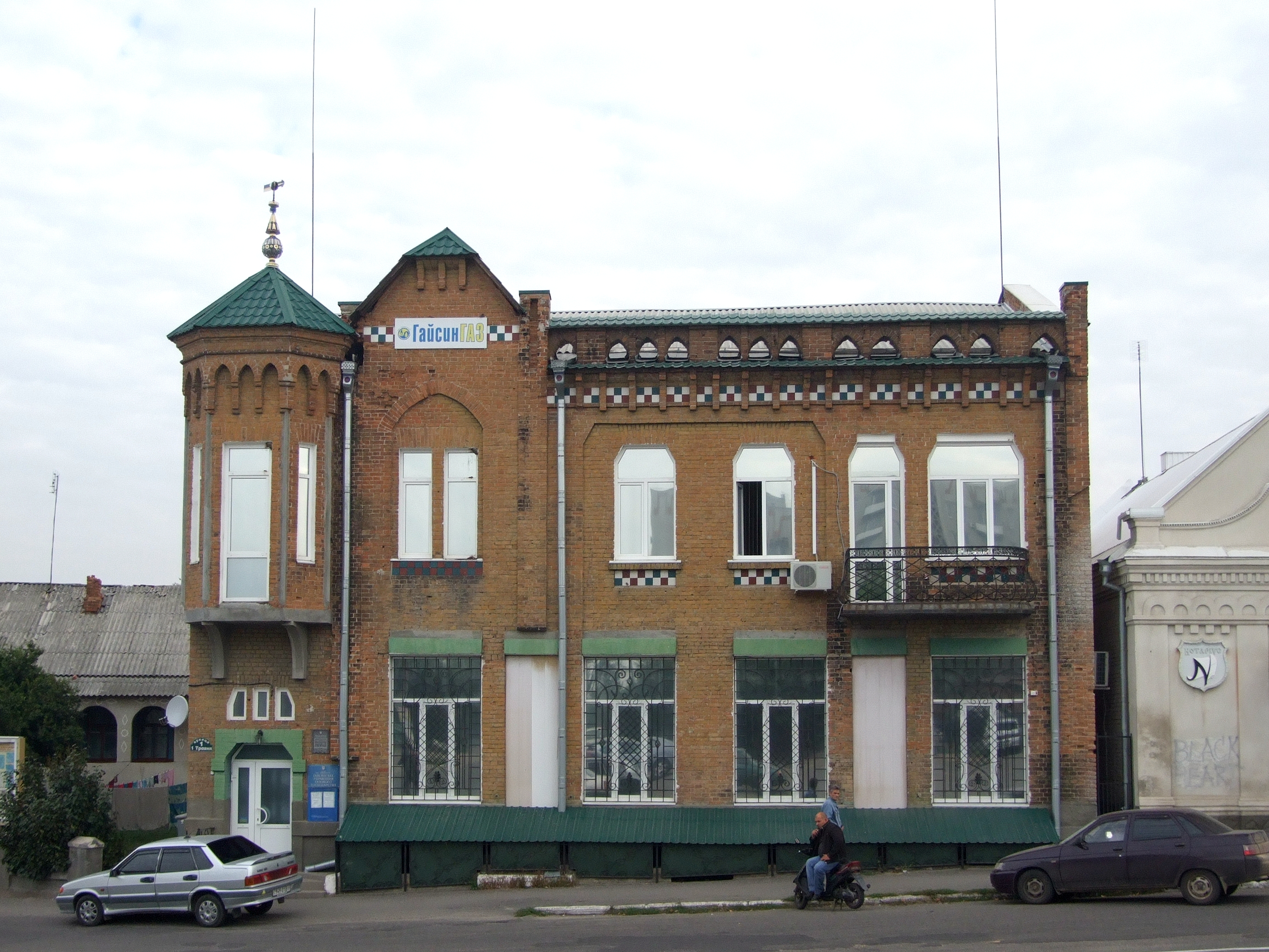
Voormalig hotel